# Special Moves
Special Moves é o primeiro álbum ao vivo da banda escocesa Mogwai. O álbum foi lançado junto a um documentário chamado Burning, contendo cenas filmadas durante a turnê da banda pelos EUA.

## Faixas
1. "I'm Jim Morrison, I'm Dead"
2. "Friend of the Night"
3. "Hunted By a Freak"
4. "Mogwai Fear Satan"
5. "Cody"
6. "You Don't Know Jesus"
7. "I Know You Are But What Am I"
8. "I Love You, I'm Going to Blow Up Your School"
9. "2 Rights Make 1 Wrong"
10. "Like Herod"
11. "Glasgow Megasnake"
12. "Yes! I Am a Long Way from Home"
13. "Scotland's Shame"
14. "New Paths to Helicon, Pt. 1"
15. "Batcat"
16. "Thank You Space Expert"
17. "The Precipice"

## Faixas do DVDBurning
1. "The Precipice"
2. "I'm Jim Morrison, I'm Dead"
3. "Hunted By A Freak"
4. "Like Herod"
5. "New Paths to Helicon, Pt. 1"
6. "Mogwai Fear Satan"
7. "Scotland's Shame"
8. "Batcat"